# الوقف، الباب
الوقف (به عربی: الوقف) یک روستا در سوریه است که در ناحیه الراعی واقع شده‌است. الوقف ۹۰۲ نفر جمعیت دارد.